# Portada/efemèride febrer 9
Agnès de Benigànim
« 8 de febrer · 9 de febrer · 10 de febrer »